# رينيه أوسي كوفي
رينيه أوسي كوفي (بالهولندية: René Osei Kofi)‏ هو لاعب كرة قدم هولندي في مركز الدفاع، ولد في 31 ديسمبر 1991 في أمستردام في هولندا. لعب مع KF Drita Bogovinë ‏.

## وصلات خارجية
- رينيه أوسي كوفي على موقع قاعدة بيانات كرة القدم.إي يو (الإنجليزية)
- رينيه أوسي كوفي على موقع Soccerway.com (الإنجليزية)